# Parti violet
Le Parti violet (en espagnol Partido Morado, M) est un parti politique centriste péruvien, fondé en 2017 par Julio Guzmán. Le parti se réclame de la troisième voie et appelle à une réforme des institutions du pays en se plaçant sur une ligne résolument centriste. La couleur violette est ainsi choisie pour symboliser le mélange du bleu et du rouge, couleurs traditionnellement associées à la droite et la gauche au Pérou,.
Le Parti violet arrive cinquième en termes de suffrages aux législatives de janvier 2020, où il obtient 9 sièges au Congrès de la République.
Le Parti violet est le seul parti représenté au Parlement à ne pas avoir voté en faveur de la destitution du président Martin Vizcarra, accusé de corruption, le 9 novembre 2020. Sept jours plus tard, au lendemain de la démission de Manuel Merino de la tête du Parlement et de l'État à la suite de manifestations opposées aux conditions de son accession au pouvoir, le député du parti Violet Francisco Sagasti est élu président du Congrès avec 97 voix sur 130. Le lendemain, comme le prévoit la Constitution, il prend ses fonctions effectives comme président de la République, chargé d'assurer un gouvernement de transition jusqu'au 28 juillet 2021, date à laquelle devait s’achever le mandat du président Martín Vizcarra,.

## Résultats électoraux

### Élections législatives
| Année | Voix      | %    | Rang | Élus    |
| ----- | --------- | ---- | ---- | ------- |
| 2020  | 1 095 491 | 7,40 | 5e   | 9 / 130 |
| 2021  | 697 307   | 5,42 | 10e  | 3 / 130 |